# Guru Guru
Guru Guru est un groupe de rock allemand. Il est originellement formé en 1968 sous le nom de The Guru Guru Groove par Mani Neumeier (batterie) et Uli Trepte (basse), plus tard rejoints par Jim Kennedy (guitariste).

## Style musical
La musique de Guru Guru, essentiellement instrumentale, combine des influences venues du free jazz et du rock; parmi les influences du groupe on peut citer Jimi Hendrix, Frank Zappa, The Who, The Rolling Stones ainsi que Pink Floyd. Le groupe était également proche d'autres formations comme Amon Düül, Can et Xhol Caravan, avec qui ils jouaient fréquemment.
Le leader Mani Neumeier (chanteur et batteur) a un style de batterie original, et est connu dans la scène jazz-rock européenne. Il a participé à de nombreux autres projets tels que Tiere der Nacht, The Psychedelic Monsterjam, Damo Suzuki's Network, Globe Unity Orchestra, Harmonia, Acid Mothers Guru, Voodootrance ou Lover 303 ; il a également collaboré avec Cluster.

## Discographie
- 1970 : UFO
- 1971 : Hinten
- 1972 : Känguru
- 1973 : Guru Guru
- 1973 : Don't Call Us, We Call You
- 1974 : Dance of the Flames
- 1974 : Der Elektrolurch(2 LP)
- 1975 : Mani und seine Freunde
- 1976 : Tango Fango
- 1977 : Globetrotter
- 1978 : Live (2 LP)
- 1979 : Hey du
- 1981 : Mani in Germani
- 1983 : Mani Neumeiers neue Abenteuer (aka Guru Mani… )
- 1987 : Jungle
- 1988 : Guru Guru 88
- 1988 : Live 72
- 1992 : Shake Well – MC
- 1993 : Shake Well
- 1995 : Wah Wah
- 1996 : Mask (limited edition)
- 1997 : Moshi Moshi
- 1999 : Live 98 (3 CD - Set, also on 2 LP)
- 2000 : 2000 Gurus
- 2003 : Essen 1970
- 2005 : In the Guru Lounge
- 2007 : Wiesbaden 1972 (Live)
- 2008 : PSY
- 2010 : Wiesbaden 1973 (Live)
- 2011 : Doublebind
- 2013 : Electric Cats
- 2014 : 45 Years Live
- 2015 : Guru Guru - édition Blu-Ray / DVD (ProFX Editions)
- 2016 : The Birth of Krautrock (Cleopatra Records)
- 2018 : Rotate (In-Akustik)
- 2020 : Live in China - édition CD / DVD (ProFX Editions)
- 2023 : The Incredible Universe Of Guru Guru (Repertoire/Tonpool)